# Krematorium
Ein Krematorium (zu lateinisch cremare „verbrennen“), in Österreich (besonders in der Amtssprache) Feuerhalle, ist ein Bestattungsort mit einer Anlage zur Verbrennung von Leichen anstelle einer Erdbestattung oder einer anderen Art der Bestattung. Die Verbrennung wird als Kremation oder Kremierung bezeichnet; man spricht auch von der Einäscherung oder Veraschung der Leiche. Der Vorgang einer Bestattung unter Einbeziehung der Kremation wird als Feuerbestattung bezeichnet.

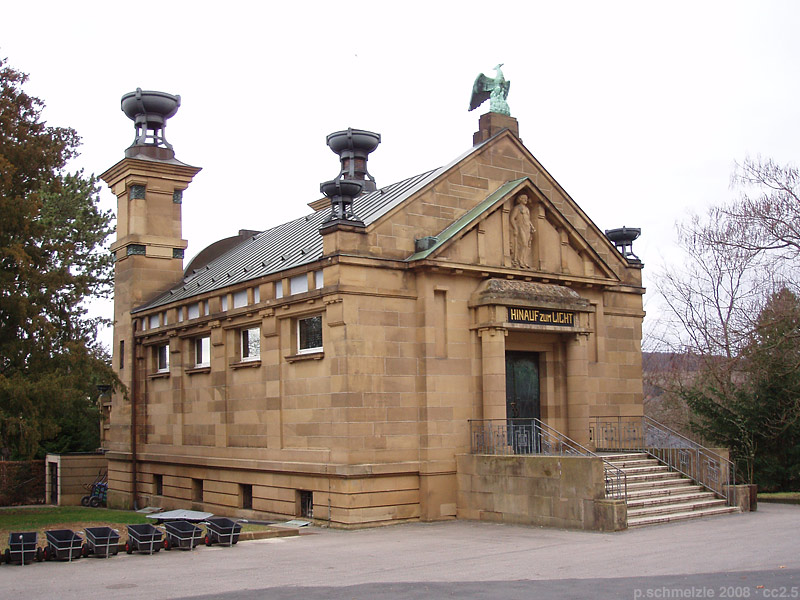
Krematorium auf dem Hauptfriedhof in Heilbronn, erbaut im Jahr 1905

## Geschichte in Mitteleuropa

### Vorgeschichte
Die Geschichte der Einäscherung von Verstorbenen reicht bis in die Steinzeit zurück. Die Bandkeramiker in Europa vervollkommneten die Kunst der Leichenverbrennung. In die gebrannten keramischen Urnen wurde der Leichenbrand von Fuß bis Kopf eingeschichtet. Sehr oft wurden die Urnen in Gewänder gekleidet, die in der Bronzezeit mit Bronzenadeln verziert waren. In Mitteleuropa verschwand der Brauch der Leichenverbrennung sukzessive mit der Ausbreitung des Christentums.
In Europa fand die erste Feuerbestattung der Neuzeit im Jahr 1752 auf Schloss Roßwald in Österreichisch-Schlesien statt. Die Gemahlin des Grafen Albert Joseph von Hoditz wurde auf einem Scheiterhaufen eingeäschert.

### Entwicklung eines Ofens für Leichenverbrennungen

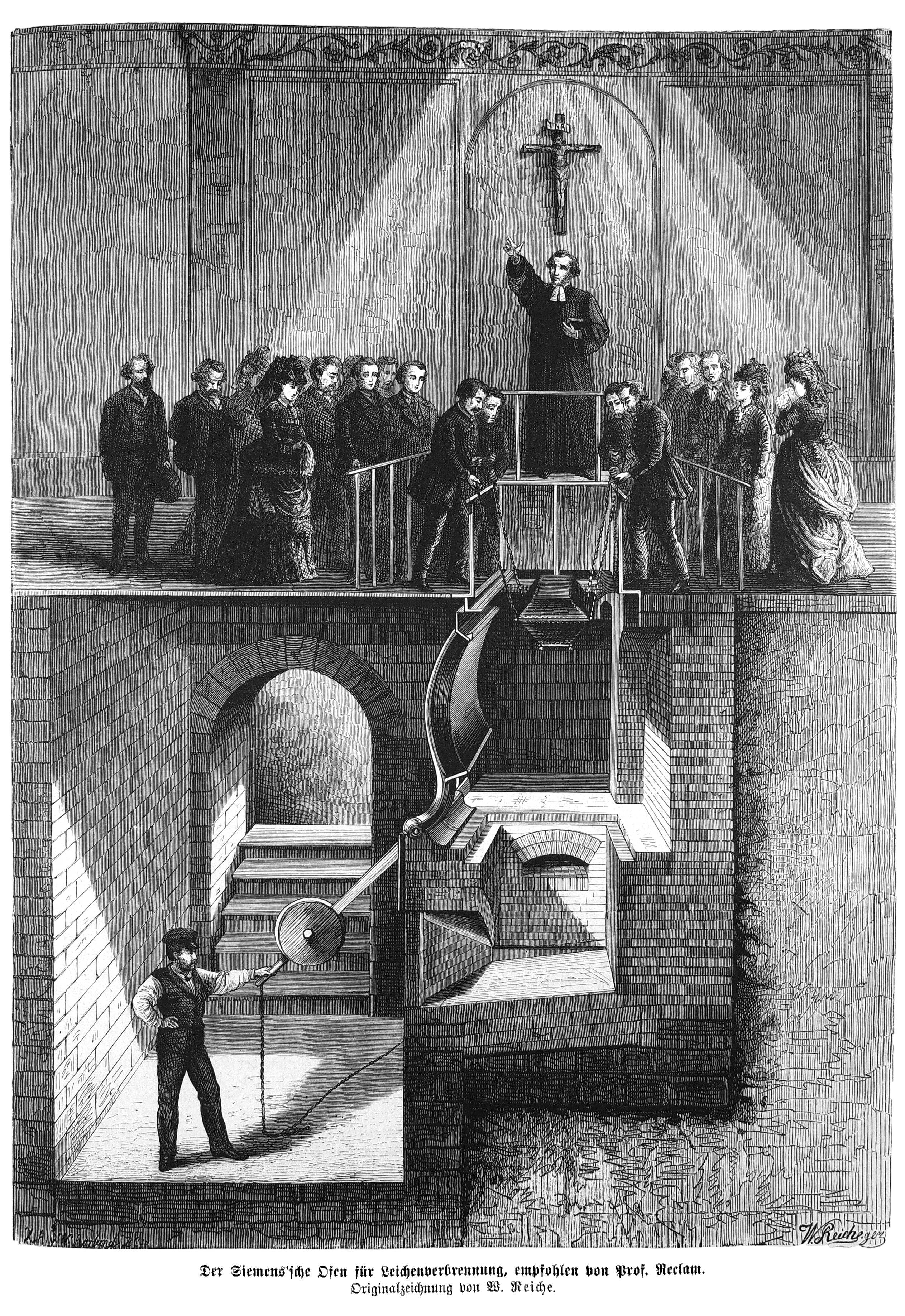
Der Siemens’sche Ofen für Leichenverbrennung, zeitgenössische Darstellung von 1874

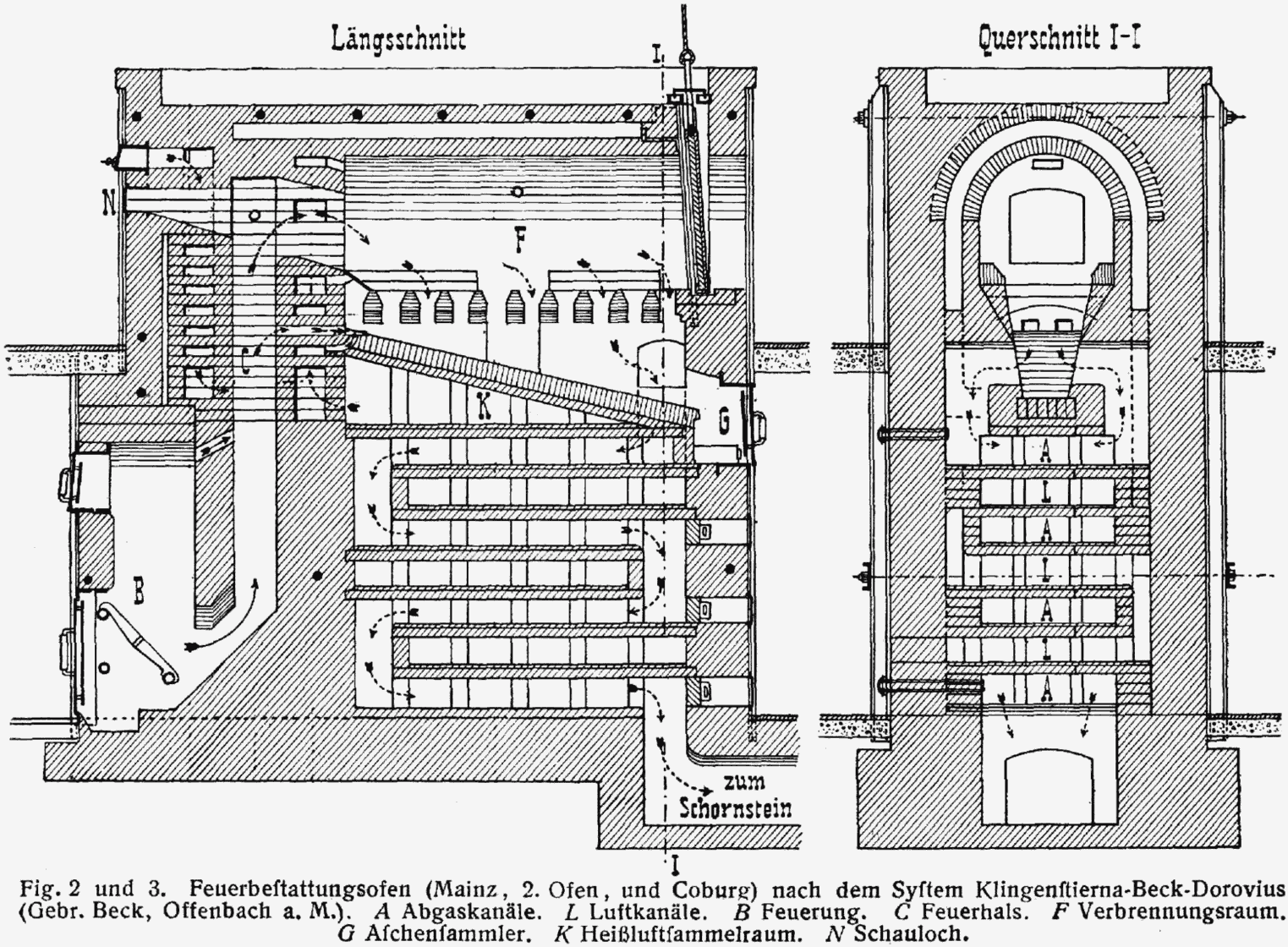
Feuerbestattungsofen, Darstellung im Lexikon der gesamten Technik von Otto Lueger, 2. Auflage (1904)

Bei der Weltausstellung 1873 in Wien wurde eine Verbrennungskammer für Kremationen vorgestellt, die der italienische Professor Brunetti aus Padua entwickelt hatte. Dieses Modell konnte sich nicht durchsetzen, inspirierte aber den englischen Arzt Henry Thompson, der ab 1874 die Feuerbestattung in England propagierte.
Der Mediziner Friedrich Küchenmeister gründete 1873 in Dresden den Verein Die Urne – Verein für facultative Leichenverbrennung. Küchenmeister war ein Verfechter der Feuerbestattung, da er in den Fäulnis- und Verwesungsgasen, die bei einer Erdbestattung entstehen, die Gefahr der Bodenvergiftung sah. Gemeinsam mit dem Leipziger Polizeiarzt Carl Reclam gewann er den Ingenieur Friedrich Siemens dafür, in seiner Glasfabrik auf der Freiberger Straße einen Ofen für die Leichenverbrennungen zu entwickeln. Siemens und sein Chefingenieur Richard Schneider verwendeten dafür die schon 1856 von Siemens entwickelte Technik des Regenerationsofens. Im August 1874 wurden in dem Regenerationsofen probeweise Tierkadaver verbrannt. Der Test verlief erfolgreich.
Am 9. Oktober 1874 fand im damaligen Siemens-Glaswerk an der Freiberger Straße in Dresden die erste Einäscherung auf dem Gebiet des heutigen Deutschland und die weltweit erste Einäscherung in geschlossenem Feuer statt, wovon Küchenmeister unverzüglich in der Zeitschrift Deutsche Klinik berichtete. Die Tote war keine Deutsche, sondern die Engländerin Katherine Dilke (geb. Snell, 1842–1874), die erste Frau des Politikers Sir Charles Dilke. Sie hatte diese Form der Bestattung in ihrem Testament festgelegt. Etwas von ihrer Asche wird im Krematorium Meißen bzw. im Stadtarchiv Dresden aufbewahrt.

### Feuerbestattungsvereine
Nach dem technischen Durchbruch in Dresden erhielten die Verfechter der Feuerbestattung Auftrieb. Diese Krematisten organisierten sich ab den 1870er Jahren in Feuerbestattungsvereinen, etwa in Dresden, Berlin, Gotha und Hamburg. 1874 gründete Henry Thompson in London die Cremation Society of England. Im selben Jahr entstanden die New York Cremation Society als Vorreiter der Feuerbestattungsbewegung in den USA und in den Niederlanden die Vereeniging tot invoering der Lijkenverbranding in Nederland (wörtlich „Vereinigung zur Einführung der Leichenverbrennung in den Niederlanden“). 1879 wurde in Zürich der erste Feuerbestattungsverein in der Schweiz gegründet. In Wien entstand 1885 der Verein Die Urne und 1904 bzw. erweitert 1911 der sozialdemokratische Verein Die Flamme.
In Vorträgen und Schriften forderten die Krematisten den Bau von Krematorien und die Anerkennung der Feuerbestattung als fortschrittliche Alternative zur Erdbestattung. Sie priesen die Kremation als sozial gerechte, hygienische und preisgünstige Methode der Bestattung. Außerdem wiesen sie auf den Vorteil der Platzersparnis auf den Friedhöfen hin. Tatsächlich wurde mit dem Anwachsen der Großstädte vielerorts der Platz auf den Friedhöfen knapp. Die Kremation wurde zum Gegenstand kontroverser öffentlicher Debatten.

### Erste Krematorien

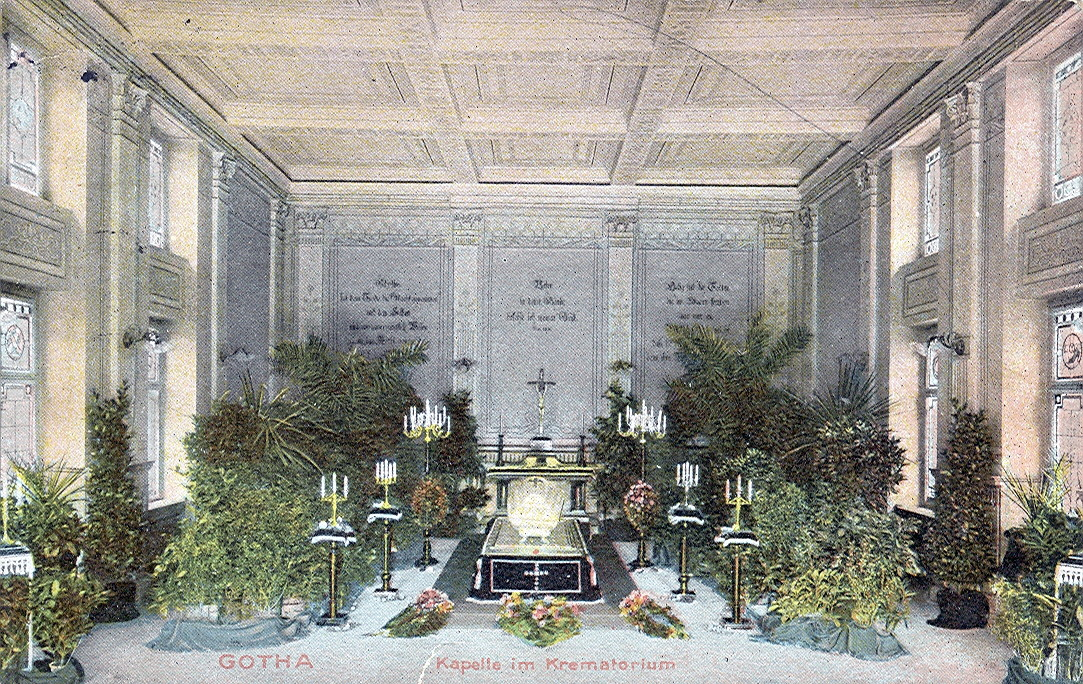
Krematorium in Gotha, Feierhalle von 1913

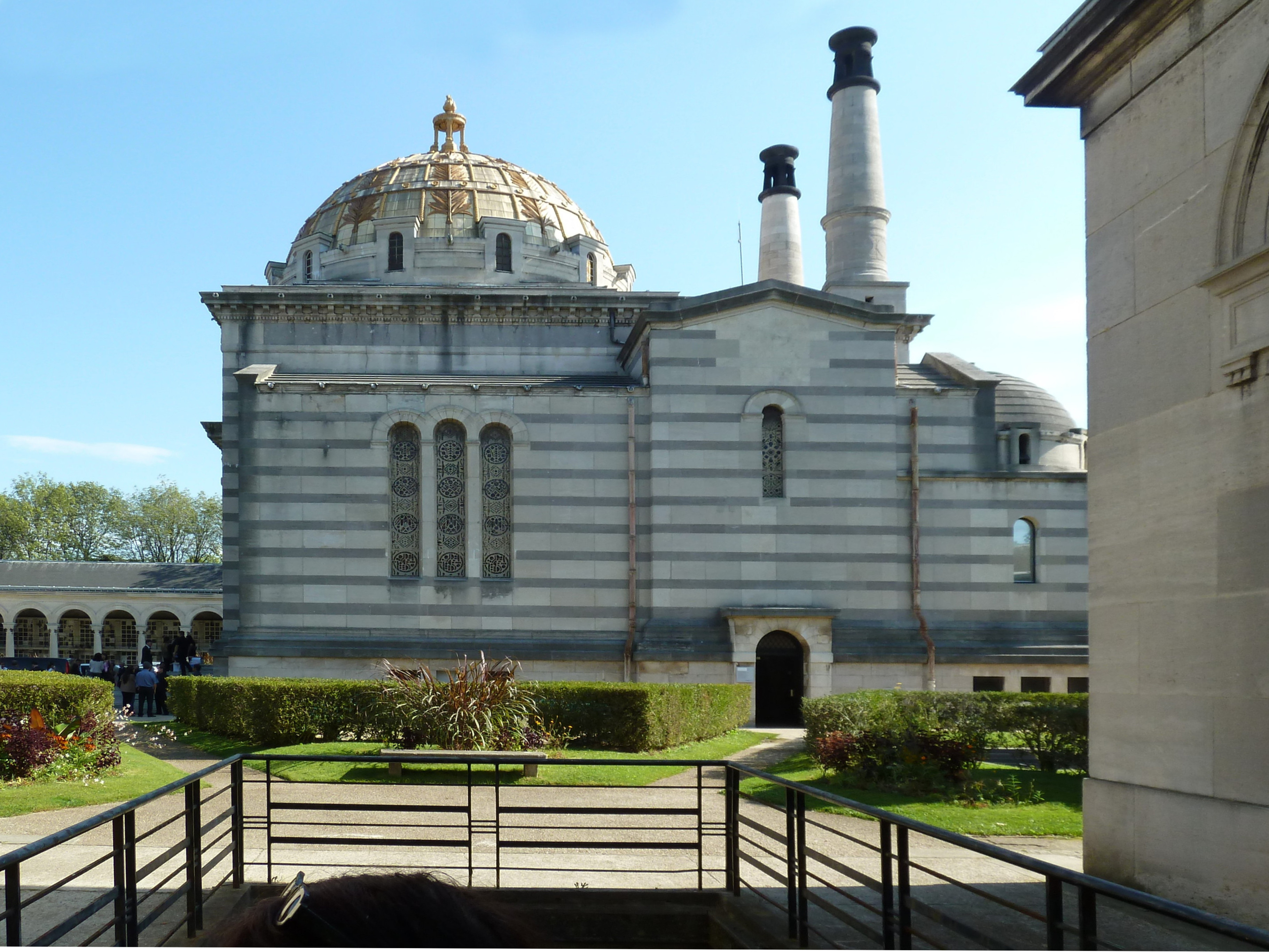
Krematorium auf dem Friedhof Père-Lachaise in Paris. Der Gebäudeteil mit der Kuppel ist das später angebaute Kolumbarium.

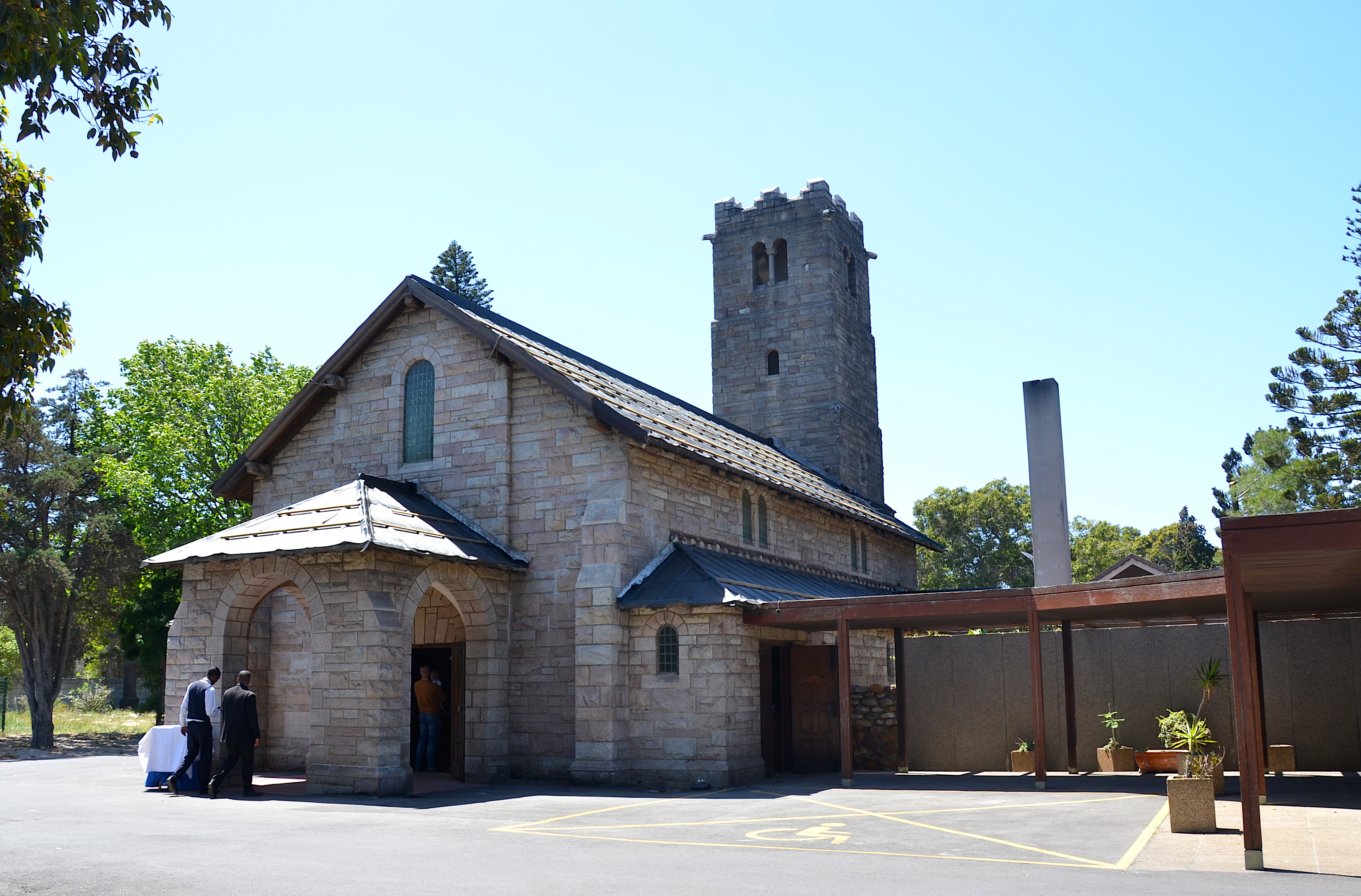
Kapelle des Maitland Krematoriums, Kapstadt (Südafrika)

Das erste europäische Krematorium wurde am 22. Januar 1876 auf dem Cimitero Monumentale in Mailand eingeweiht. Initiator war der Schweizer Seidenindustrielle Alberto Keller, entworfen wurde es von dem Architekten Celeste Clericetti.
Das erste Krematorium im deutschsprachigen Raum war das Krematorium Gotha. Es wurde 1878 von Julius Bertuch auf dem Hauptfriedhof Gotha eröffnet. Die Thüringer Residenzstadt im Herzogtum Sachsen-Coburg-Gotha galt als liberal und fortschrittlich, so gab es dort vonseiten des Herzogs Ernst II. und der Landeskirche weniger Widerstand bei der Einführung der als sehr modern geltenden Feuerbestattung als in anderen deutschen Kleinstaaten. Die erste Einäscherung im Krematorium Gotha fand am 10. Dezember 1878 statt. Es handelte sich um den Bauingenieur Carl Heinrich Stier, der das Krematorium entworfen hatte, jedoch bereits ein Jahr vor der Fertigstellung verstorben war. Er hatte in seinem Testament die Einäscherung seines Leichnams nach Inbetriebnahme des Krematoriums verfügt. Seine Leiche war daher in einem versiegelten Metallsarg nur vorläufig beigesetzt worden. 1879 fanden 17 weitere Einäscherungen statt. In den folgenden Jahren wurden immer mehr Tote aus allen Teilen Deutschlands ins Gothaer Krematorium gebracht.
1879 wurde auf Initiative von Henry Thompson und der Cremation Society of England in Woking in der Grafschaft Surrey das erste Krematorium Englands eingerichtet. Zur Überprüfung der Tauglichkeit der Anlage wurde ein Pferd eingeäschert. 1884 wurde in einem Gerichtsprozess geklärt, dass die Kremation legal sei. Daraufhin konnte das Krematorium im Jahr 1885 den Betrieb aufnehmen.
1889 wurde in der Schweiz das erste Krematorium in Betrieb genommen, auf dem Friedhof Sihlfeld in Zürich. Dabei wurde auf bauliche Ausschmückungen geachtet, um den Toten Respekt zu erweisen. Etwa 10 Jahre danach folgte das zweite Schweizer Krematorium in Basel. 1914 gab es in der Schweiz schon 12 Krematorien. 1916 wurde der Schweizerische Verband für Feuerbestattung gegründet, der sich während der ersten Jahrzehnte besonders mit Hygiene und Ethik beschäftigte, seither zunehmend mehr mit Betriebswirtschaft und Ökologie. Ivo Zempp listet (im Inhaltsverzeichnis) für 1889 bis 2010 37 Krematorien in der Schweiz, auf 5 Städte entfallen dabei je 2 Stätten und auf Zürich 3.
1889 entstand auf dem Friedhof Père-Lachaise in Paris das erste Krematorium in Frankreich. Es folgten Krematorien in Rouen (1899), Reims (1903), Marseille (1907), Lyon (1913) und Straßburg (1922).
1891 (13 Jahre nach Inbetriebnahme des Gothaer Krematoriums) ging auf dem Bergfriedhof in Heidelberg das zweite deutsche Krematorium in Betrieb und ein Jahr später in Hamburg das dritte (Altes Krematorium in Hamburg-Alsterdorf). Das Krematorium auf dem Alten Friedhof in Offenbach am Main wurde bereits 1891–1892 errichtet, aber erst 1899 genehmigt und in Betrieb genommen. Es existiert nicht mehr. 1910 waren mehr als 20 Krematorien in Deutschland in Betrieb. Das neoklassizistische Gothaer Krematorium von 1878 erinnerte in seiner Formensprache noch an antike Tempel. Die nachfolgenden Krematorien waren wegen religiöser Bedenken gegen die Feuerbestattung zumeist in orientalischem Baustil gehalten. Erst 1903 entstand auf dem Hauptfriedhof Karlsruhe ein Krematorium im Erscheinungsbild eines mitteleuropäischen Sakralbaus.
Im Gebiet der heutigen Tschechischen Republik wurde 1912 von der Stadt Reichenberg die Erlaubnis zum Bau eines städtischen Krematoriums gerichtlich erstritten. Das 1915–1917 nach dem Entwurf des Architekten Rudolf Bitzan entstandene Gebäude mit Urnenhain war das erste im habsburgischen Alt-Österreich. 
1913 wurde in dem Dorf Driehuis (Gemeinde Velsen in Nordholland) das erste Krematorium in den Niederlanden erbaut. Obwohl Feuerbestattungen laut dem niederländischen Bestattungsgesetz nicht erlaubt waren, fand hier im nächsten Jahr die erste Kremation statt – 40 Jahre nach der Gründung des niederländischen Feuerbestattungsvereins. Der Verein wollte damit einen Gerichtsprozess provozieren, um die Rechtslage zu klären. Der Verein wurde freigesprochen. Von da an wurden Feuerbestattungen toleriert und schließlich im Jahr 1955 legalisiert.
Im katholisch geprägten Österreich wurde gegen den Widerstand der Kirche das erste Krematorium erst 1922 am Wiener Zentralfriedhof eröffnet.

### Die Krematorien in den nationalsozialistischen Vernichtungslagern

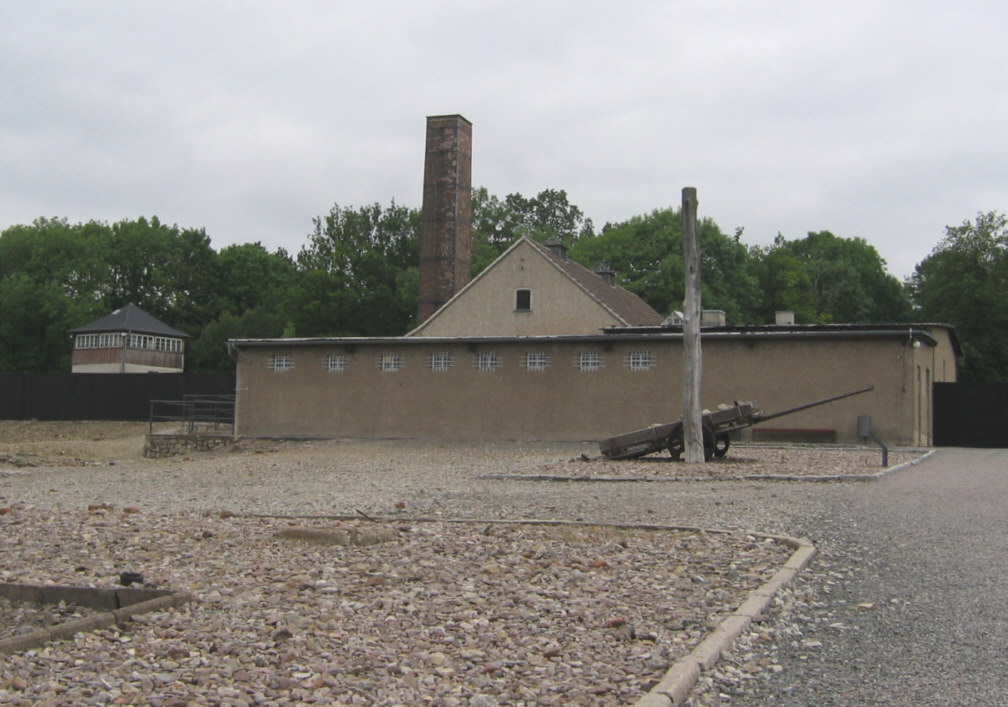
Ehemaliges Krematorium des KZ Buchenwald (2007)

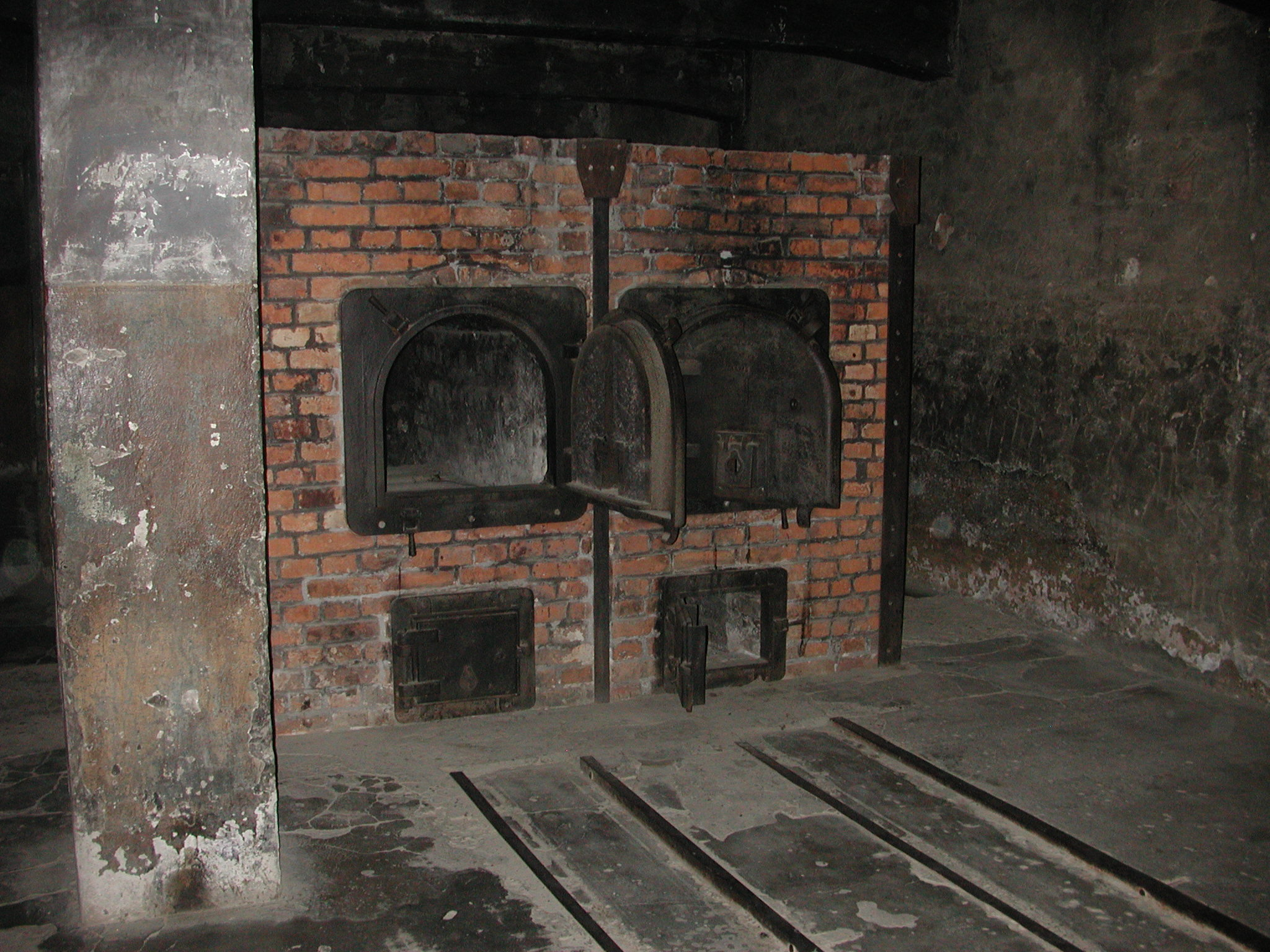
Zwei der Verbrennungsöfen in Auschwitz

Zur Zeit des Nationalsozialismus wurden 1940 bis 1944 in einer Vielzahl von Konzentrationslagern Krematorien erbaut oder erweitert, um die Leichen der Häftlinge zu verbrennen. In den Konzentrationslagern Auschwitz-Birkenau und Majdanek waren sie Teil des industriellen Massenmordes. In den Vernichtungslagern Belzec, Kulmhof, Maly Trostinez, Sobibor und Treblinka waren keine Krematorien installiert. In den übrigen Konzentrationslagern hatten die Krematorien unter anderem den Zweck, die Ausbreitung von Seuchen zu verhindern und das Lagerpersonal und die umgebenden Gemeinden zu schützen.
In den deutschen Konzentrationslagern wurden mindestens 25 Öfen mit 76 Muffeln von der Firma Topf & Söhne und 39 Einzelmuffelöfen der Firma Kori installiert. Die größte Krematoriumskapazität hatte das Konzentrationslager Auschwitz mit drei Doppelmuffelöfen im Stammlager und zehn Dreimuffelöfen sowie zwei Achtmuffelöfen im KZ A-Birkenau. In Auschwitz hat die Zentralbauleitung der SS die im Betrieb festgestellte Leistungsfähigkeit mit 340 Leichen für Krematorium I (drei Doppelmuffelöfen), je 1440 Leichen für Krematorium II und III (je fünf Dreimuffelöfen) und je 768 Leichen für Krematorium IV und V (je ein Achtmuffelofen) in einer 24-Stunden-Schicht beziffert. Dies ergibt rein rechnerisch 4756 verbrannte Leichen innerhalb von 24 Stunden und 1,7 Millionen bei einem theoretischen Betrieb über ein ganzes Jahr. Laut den Aussagen mehrerer Zeugen wurden zeitweise noch höhere Werte erreicht. Um solche hohen Leistungen zu erreichen, wurden mehrere Leichen gleichzeitig verbrannt. Dabei veraschten die Knochen der Leichen nicht komplett und technische Einrichtungen wie Druckluftgebläse wurden eingesetzt. Die Topf-Krematorien hatten zur Energierückgewinnung einen Rekuperator, der die Abwärme für die Erwärmung der Luftzufuhr des Ofens nutzte. Somit konnte der Koksverbrauch im Dauerbetrieb minimiert werden.
Aufgrund der Besonderheiten können Betriebsdaten von Friedhofskrematorien zur Bestimmung der Leistungsfähigkeit der KZ-Krematorien nicht herangezogen werden. Die technische Ausstattung und die Betriebsweise weisen zu starke Differenzen auf, und so kann nicht auf die Betriebsdaten der Konzentrationslager-Krematorien rückgeschlossen werden. Da Leichen auch in Massengräbern beseitigt wurden, erlauben die Kremierungskapazitäten der Konzentrationslager nur Rückschlüsse auf die Mindestzahl der Holocaust-Opfer. In den Vernichtungslagern der Aktion Reinhardt und im Fall des Vernichtungslagers Kulmhof wurden keine Krematorien zur Beseitigung der Toten eingesetzt; diese wurden stattdessen in Massengräbern verscharrt und ab 1942 im Rahmen der Sonderaktion 1005 in offenen Gruben verbrannt. Krematorien der Firma Kori kamen hingegen bei der Aktion T4 zum Einsatz sowie (die Frage des Herstellers ist ungeklärt) beim Einsatz R im KZ Risiera di San Sabba in Triest.

## Moderne Krematorien

### Technik

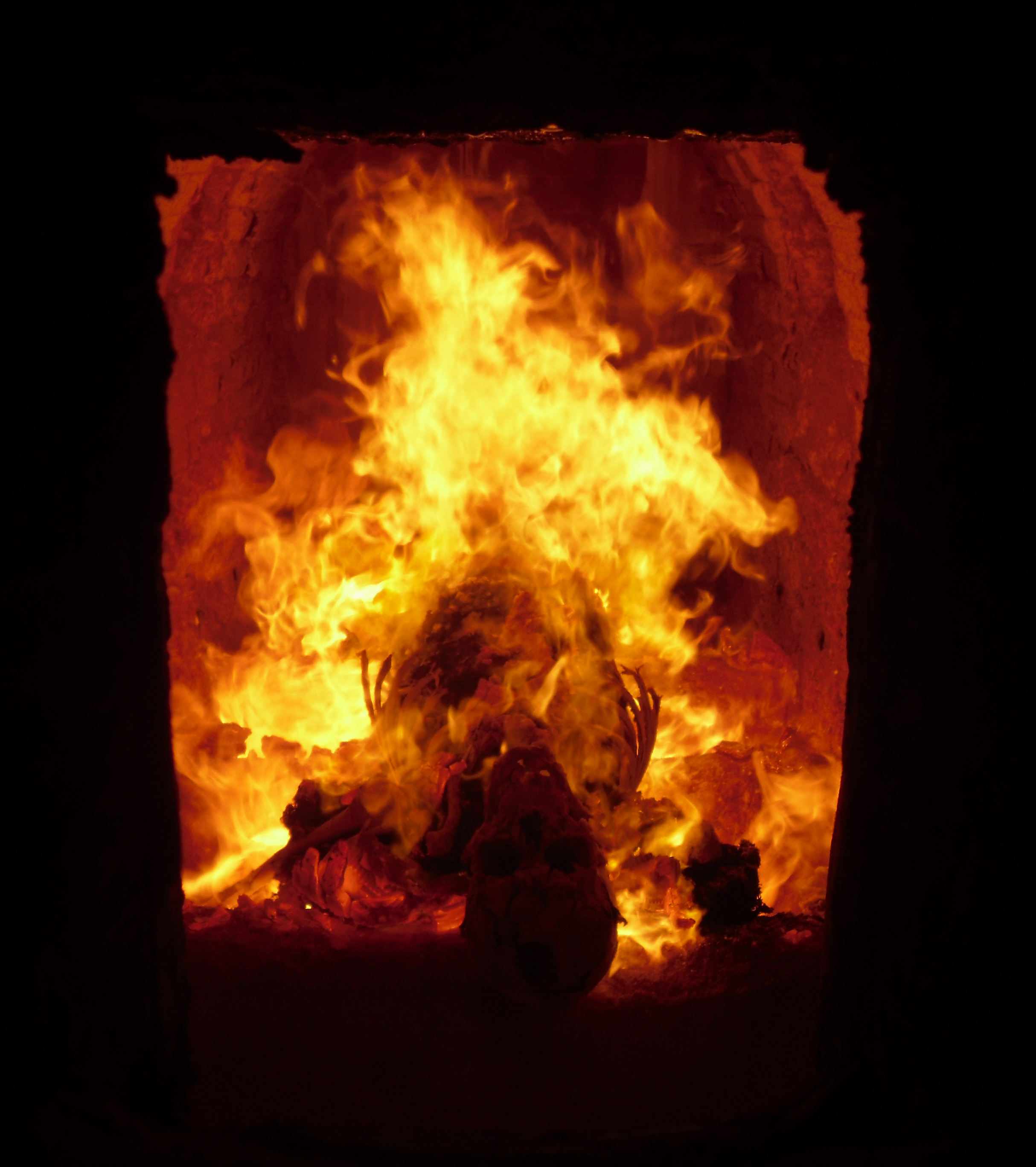
Verbrennung eines Toten

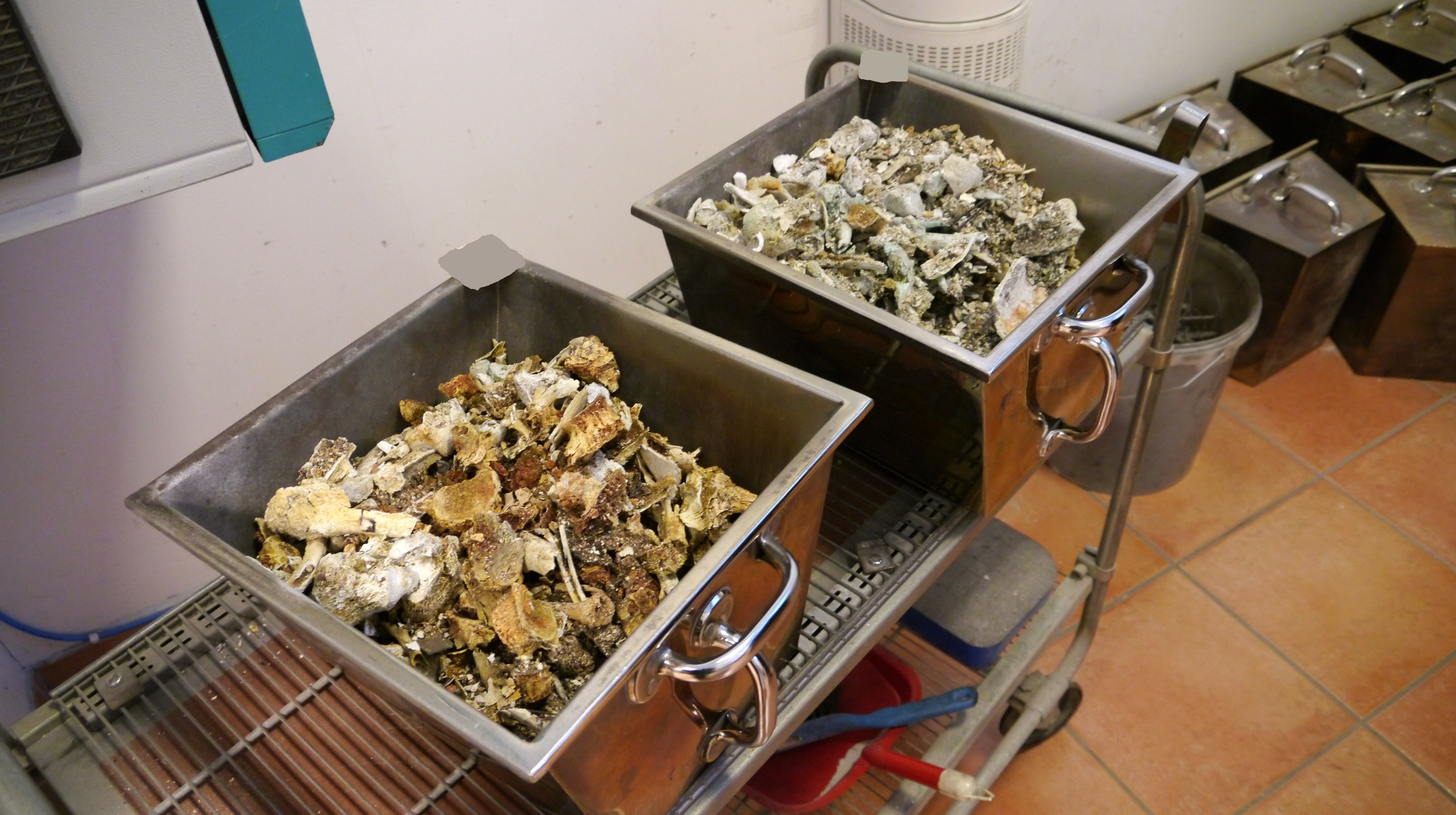
Überreste von zwei Personen

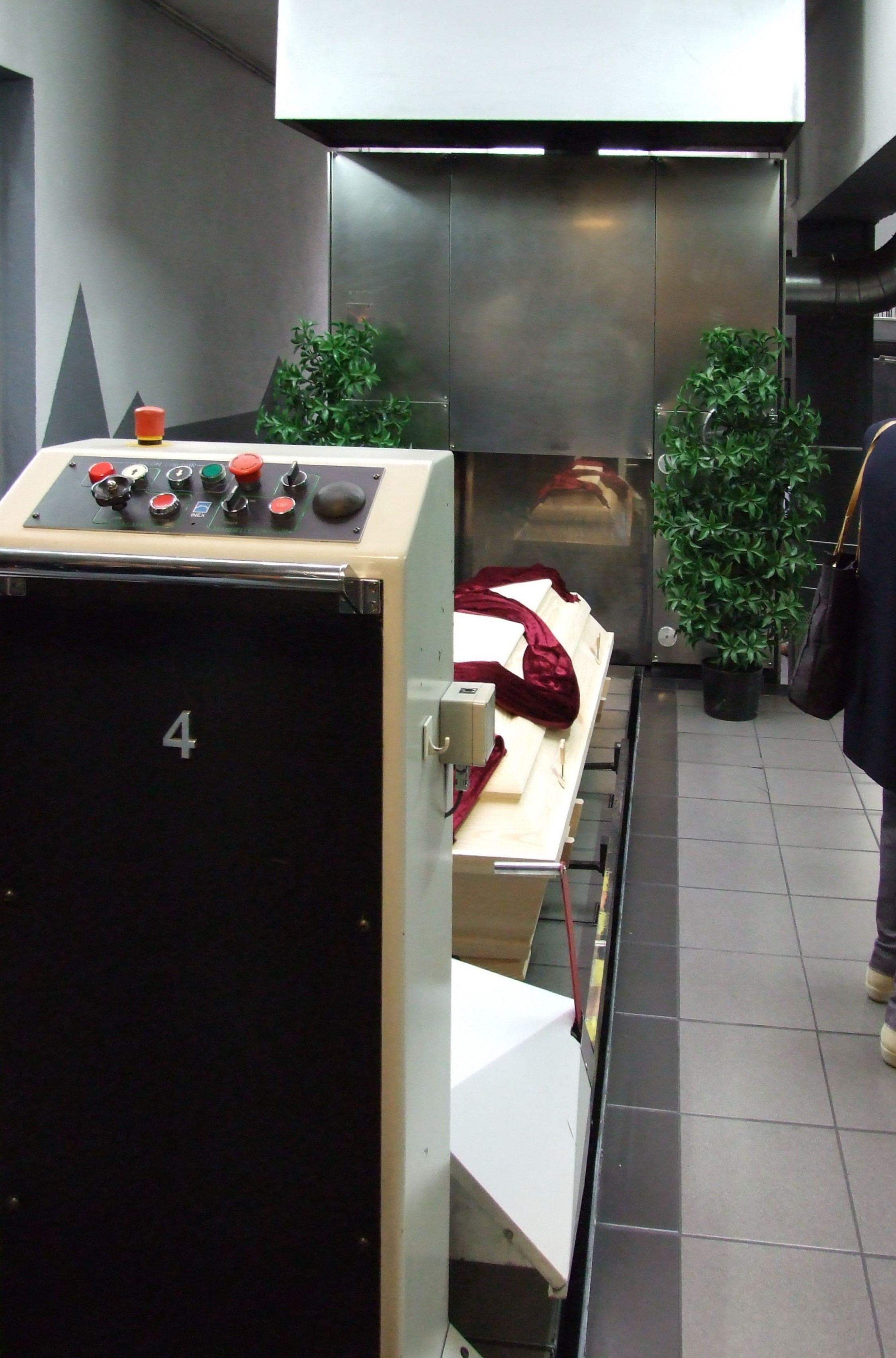
Ofen im Krematorium in Frankfurt am Main, Eingangsseite. Wegen zu geringer Auslastung wurde das Frankfurter Krematorium im Dezember 2013 geschlossen.

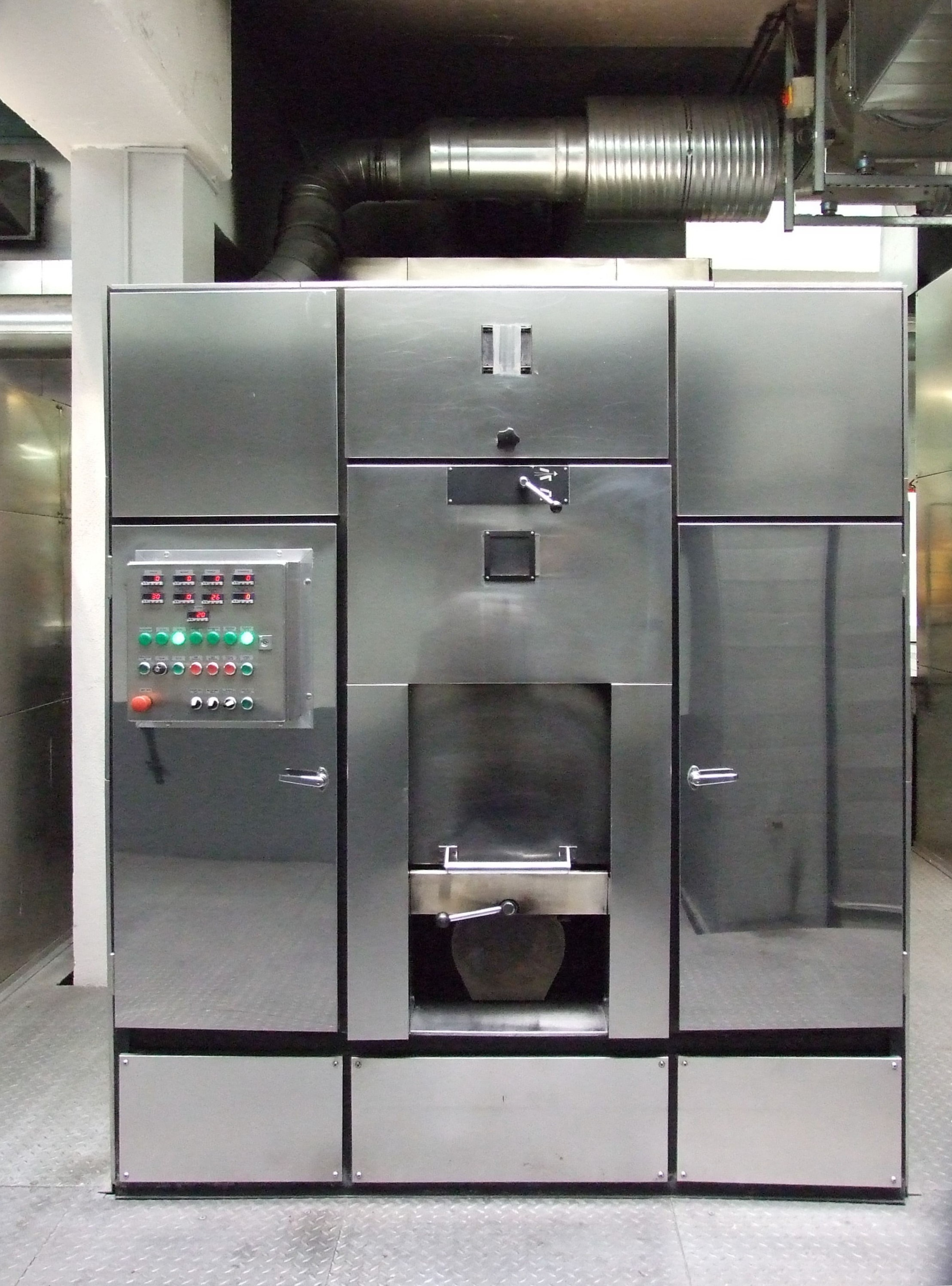
Ofen im Krematorium in Frankfurt am Main, Ausgangsseite

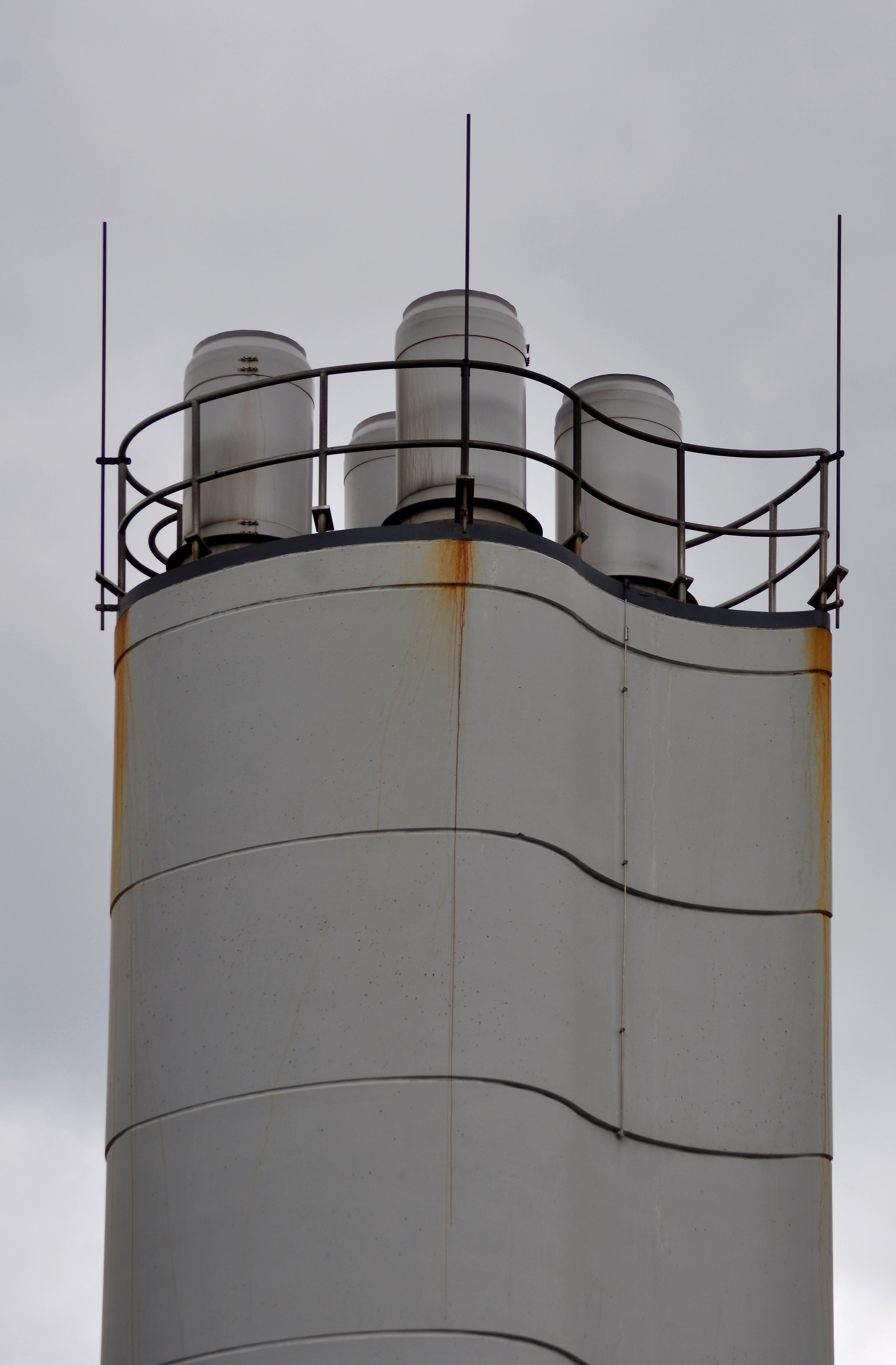
Schornsteine des Krematoriums Tolkewitz (Dresden)

Es gibt mehrere Bauformen von Feuerbestattungsanlagen. Im Flachbettofen bleiben Sarg und Leichnam während der Einäscherung in der Hauptbrennkammer (Muffel) liegen. Wenn der Einäscherungsvorgang abgeschlossen ist, werden die Reste in die Ausbrennkammer verbracht und später in die Auskühlzone des Ofens gelegt. Im Etagenofen gibt es zwei übereinanderliegende Brennkammern (Oberofen und Unterofen), die durch eine drehbare Stahlplatte voneinander getrennt sind. Der Sarg wird in den Oberofen eingefahren, in dem in 60–90 Minuten die Hauptverbrennung stattfindet. Die Ausmineralisierung der Gebeine erfolgt im Unterofen. Während dieser Zeit kann im Oberofen bereits die nächste Verbrennung stattfinden.
In modernen erdgasbefeuerten Krematorien dauert die Verbrennung je nach Technik etwa eine Stunde. Nach der VDI-Richtlinie 3891 soll die Temperatur in der Hauptbrennkammer wenigstens 650 °C betragen. Die Verordnung über Anlagen zur Feuerbestattung (27. BImSchV) schreibt in Deutschland für die Nach- bzw. Ausbrennkammer 850 °C vor. Die durchschnittliche Kapazität eines Verbrennungsofens beträgt – auch mit Rücksicht auf die Arbeitsschutzbestimmungen – fünf bis 14 Einäscherungen je Arbeitstag. Durch die Pausen an Wochenenden kühlen die Öfen um 400 bis 500 Grad, über Nacht um 200 Grad aus. Um die nötige Temperatur zu erreichen, sind nach Wochenenden etwa 300 m³ und am Morgen 100 m³ Erdgas erforderlich. Der Verbrauch pro Einäscherung beträgt so 17,5 m³ Erdgas im Mittel.
Durch die Forderungen des Umweltschutzes werden die Abgase der Krematorien durch Kühlen in Wärmetauschern, Filtern und katalytische Behandlung weitgehend frei von Feinstaub, Dioxinen und Furanen. Hinzu kommen Vorschriften für die Verwendung entsprechender umweltfreundlicher Materialien für die Bekleidung und den Sarg der verstorbenen Person. So arbeiten Krematorien (unter anderem gemäß der VDI-Richtlinie 3891) unter Wahrung der Pietät umweltverträglich und energetisch optimiert. In den Wärmetauschern wird ein Teil der Abwärme der Verbrennung zurückgewonnen.
Ein Krematorium in Taipeh nutzt die Abwärme bei der Leichenverbrennung auch zur Gewinnung von elektrischer Energie und betreibt damit unter anderem seine Klimaanlagen und Kaffeemaschinen.
In Wien wird die Abwärme des städtischen Krematoriums, wo bei Temperaturen bis 1500 °C verbrannt wird, durch die Wiener Stadtwerke genutzt. Nach der Filterung der heißen Abluft wird sie zur Beheizung des Zentralgebäudes der Bestattung Wien am Wiener Zentralfriedhof verwendet. Die Einspeisung in die Fernwärme Wiens wird noch diskutiert (Stand 2022).

### Rechtliche Vorgaben, Normen und Gütesiegel
In Deutschland ist das Bestattungswesen und damit die Feuerbestattung durch Bestattungsgesetze der einzelnen Bundesländer geregelt. Inhaltlich sind die Landesgesetze einander ähnlich. Einige Regelungen der Bestattungsgesetze betreffen die Arbeit in den Krematorien. Beispielsweise wird im Bestattungsgesetz des Landes Hamburg die Feuerbestattung in § 13 geregelt. In Abs. 2 Satz 2 heißt es: „Es muss jederzeit festzustellen sein, […] um wessen Asche es sich handelt.“ Die Feuerbestattung wurde in Deutschland erstmals durch das reichsweit geltende Gesetz über die Feuerbestattung vom 15. Mai 1934 gesetzlich geregelt (RGBl. I S. 380). Die Einzelverbrennung und die individuelle Kennzeichnung der Aschereste waren in diesem Gesetz bereits vorgeschrieben. Auch andere Regelungen aus dem Gesetz von 1934 sind in die späteren Gesetze der deutschen Bundesländer eingegangen.
Alle Krematorien in Deutschland unterliegen der 27. BImSchV (Bundes-Immissionsschutzverordnung) und sind mit modernen Abgasreinigungsanlagen ausgerüstet. Die Abgase unterliegen den immissionsschutzrechtlichen Grenzwerten. Die VDI-Richtlinie 3891 „Emissionsminderung - Anlagen zur Humankremation“ enthält Anleitungen und Empfehlungen zum Umweltschutz, insbesondere zur Reinigung der Abgase. Zu den zu mindernden Abgaskomponenten gehören neben Kohlenstoffmonoxid, Gesamtkohlenstoff und Gesamtstaub, auch Quecksilber sowie Polychlorierte Dibenzodioxine und Dibenzofurane. Zur Beseitigung letzterer werden insbesondere Adsorbenzien und katalytisch wirksame Oberflächenfilter eingesetzt.
Die ethischen Grundregeln für Krematorien sind in der DIN EN 15017 festgeschrieben. Damit soll der würdige und respektvolle Umgang mit Verstorbenen in den Krematorien erreicht werden. Negative Einzelfälle wie Müllverbrennungen und Zahngoldentnahme sollen dadurch verhindert werden. Diese ethischen Regelungen sind gesetzlich nicht verpflichtend und tragen empfehlenden Charakter.
Die privaten und öffentlichen Krematorienbetreiber müssen sich zur Einhaltung der Güte- und Prüfbestimmungen des Deutschen Instituts für Gütesicherung und Kennzeichnung (RAL) und des Bundesverbands Deutscher Bestatter, der das Markenzeichen „Krematorium“ vergibt, bereit erklären. Zudem wird vom Arbeitskreis Kommunaler Krematorien im Deutschen Städtetag ein Siegel „Kontrolliertes Krematorium“ vergeben.

### Anzahl
Der Anteil der Feuerbestattungen nimmt seit Jahrzehnten zu, beispielsweise in Deutschland von 38 % im Jahr 1997 auf – je nach Quelle – 64 % oder sogar 69 % im Jahr 2016.
Mit der Nachfrage nach Feuerbestattungen ist die Zahl der Krematorien angewachsen. Mit Stand März 2017 listen die jeweiligen Quellen:
- 160 Krematorien in Deutschland.[39]
- 10 Krematorien[40] (oder 12 Orte[41] mit Krematorien) in Österreich
- 25 Krematorien in der Schweiz.[42]

In der Tabelle unter Feuerbestattung#Einäscherungsstatistik finden sich Angaben zu weiteren Ländern.

### Kremierung übergewichtiger Leichname
In Krematorien kommt es bei der Verbrennung von Übergewichtigen gelegentlich zu technischen Problemen. Durch den hohen Fettanteil im Körper können deutlich höhere Temperaturen mit Wirkung auf die gesamte Anlage und unvorhersehbare Brände entstehen. Außerdem verlängert sich die Dauer der Veraschung, und der Schadstoffausstoß kann erhöht sein.
- Im Januar 2009 kam es in Hameln zu einem Vorfall, wobei aus dem zehn Meter hohen Kamin Flammen schlugen. Der 200 Kilogramm schwere Leichnam brachte den Doppelrohr-Edelstahlschlot teilweise zum Glühen.[43]
- Im September 2009 kam es in Kempten (Allgäu) bei der Einäscherung eines 150 Kilogramm schweren Leichnams zum Schmelzen von Rohrteilen. Der Schlot glühte. Die Feuerwehr bekämpfte die Glut mit Löschpulver.[43]
- Im April 2012 brach im Krematorium in Seewen im Kanton Schwyz bei der Einäscherung eines 200 Kilogramm schweren Leichnams ein Feuer aus. Die Anlage überhitzte, Flammen schlugen aus dem Ofen und lösten einen Kurzschluss aus.[44]

In der Schweiz wurden ab 2009 Särge in Übergröße zunächst nur noch in Bern angenommen, wo ein extragroßer Ofen in Betrieb genommen worden war. Die meisten Schweizer Krematorien nahmen nur Leichen mit einem Gewicht bis 150 Kilogramm an. Nach dem Vorfall im Krematorium Seewen im April 2012 wurden in Basel und St. Gallen zwei Krematorien geplant, die Leichen mit mehr als 200 Kilogramm Gewicht aufnehmen können. Im Zusammenhang mit der starken Zunahme des Anteils übergewichtiger Menschen in der Schweizer Bevölkerung wurde diese Maßnahme als notwendig erachtet. In beiden Orten stand ohnehin der Bau eines moderneren Krematoriums an. Das neue Krematorium in St. Gallen wurde im Oktober 2016 fertiggestellt. Das neue Krematorium in Basel wurde im Juni 2017 eingeweiht.
Im Rhein-Taunus-Krematorium in Deutschland können bis zu 500 kg schwere Leichen eingeäschert werden.

### Metallische Kremationsrückstände
In der Asche von Verstorbenen finden sich oft metallische Kremationsrückstände. Üblicherweise werden nach einer Kremation die verschiedenen Metallfraktionen getrennt gesammelt und zur Verwertung an spezialisierte Unternehmen übergeben. Um magnetische Teile wie Grampen, Griffe und Verschraubungen des Sarges aus der Asche herauszuziehen, kommen Handmagneten zum Einsatz. Medizinstähle wie künstliche Hüft- und Kniegelenke oder Rückenmarksverstärkungen werden per Hand entfernt. Eine weitere Abfallfraktion sind Metalle aus Gebiss-Teilen – diese gehen an Verwerter, die über eine Scheideanstalt Edelmetalle zurückgewinnen. Da der Umgang mit metallischen Kremationsrückständen vereinzelt auch juristisch diskutiert wird, empfiehlt der Deutsche Städtetag den Krematorien, vorab das Einverständnis der Berechtigten (z. B. Angehörigen) zur Wegnahme der metallischen Rückstände einzuholen. Die Empfehlungen des kommunalen Verbandes zum Umgang mit den Metallfraktionen schließen auch die Verwendung der Erlöse aus der stofflichen Verwertung ein.

## Bildergalerie

Krematorien
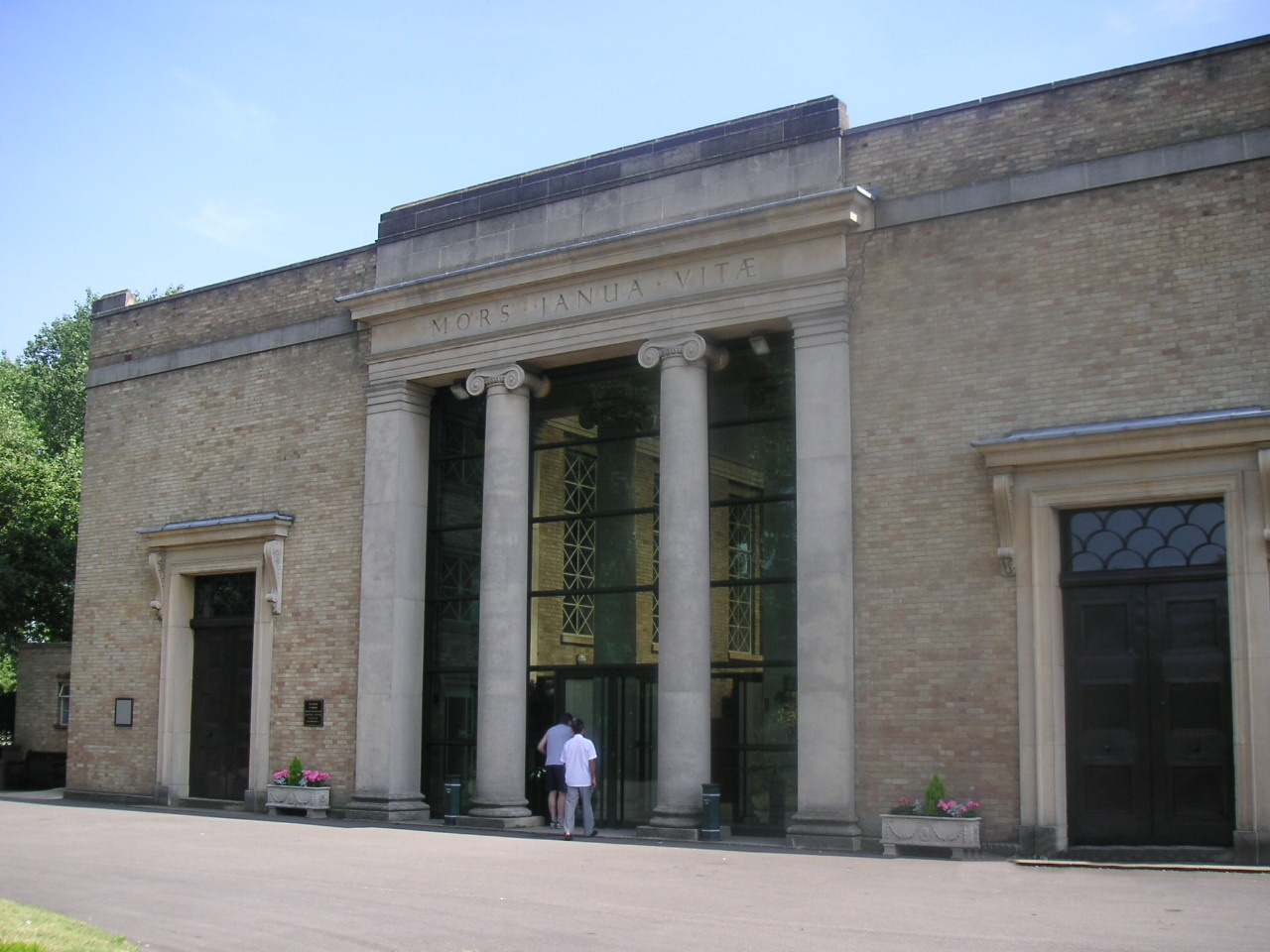
West London Krematorium
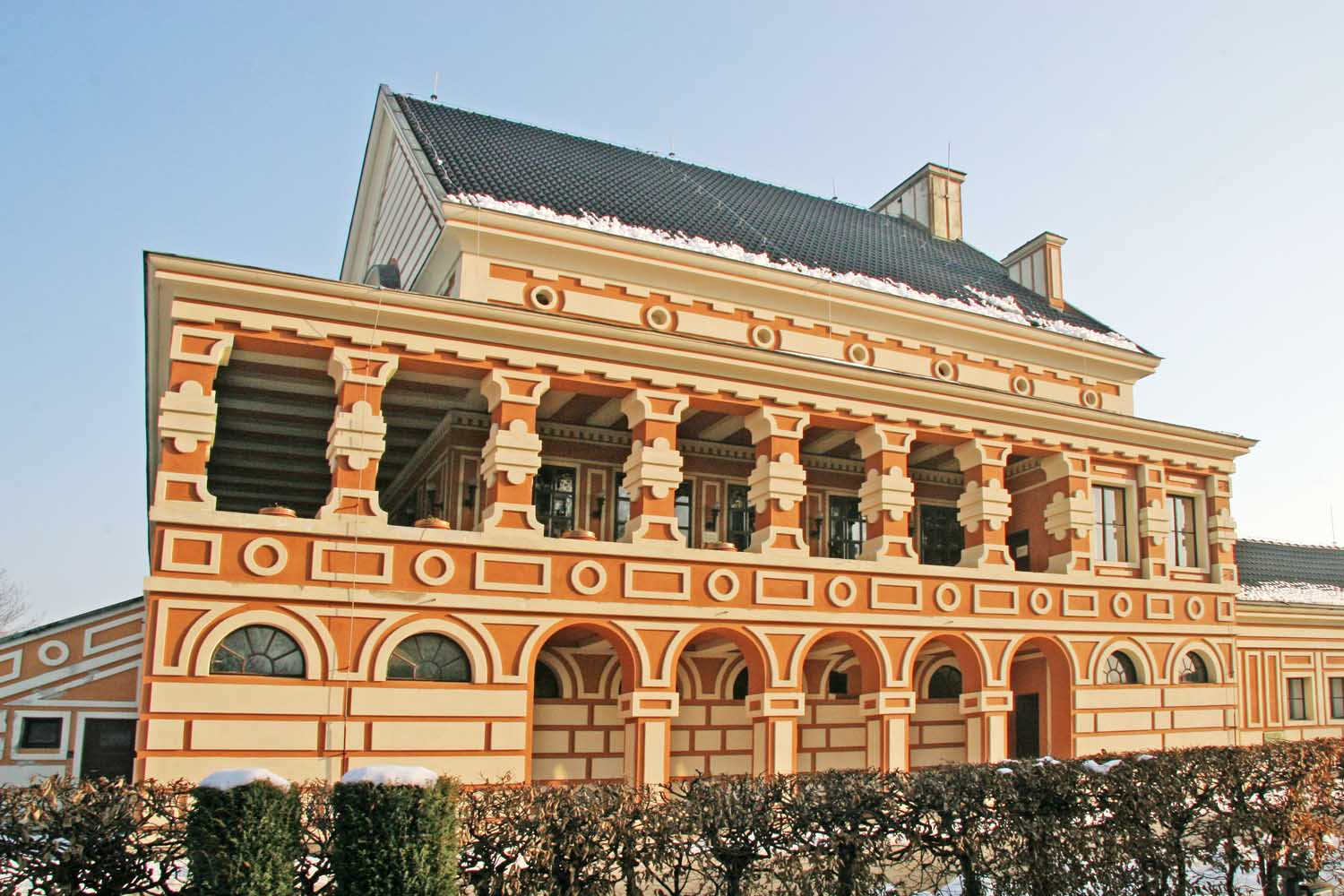
Krematorium Pardubice
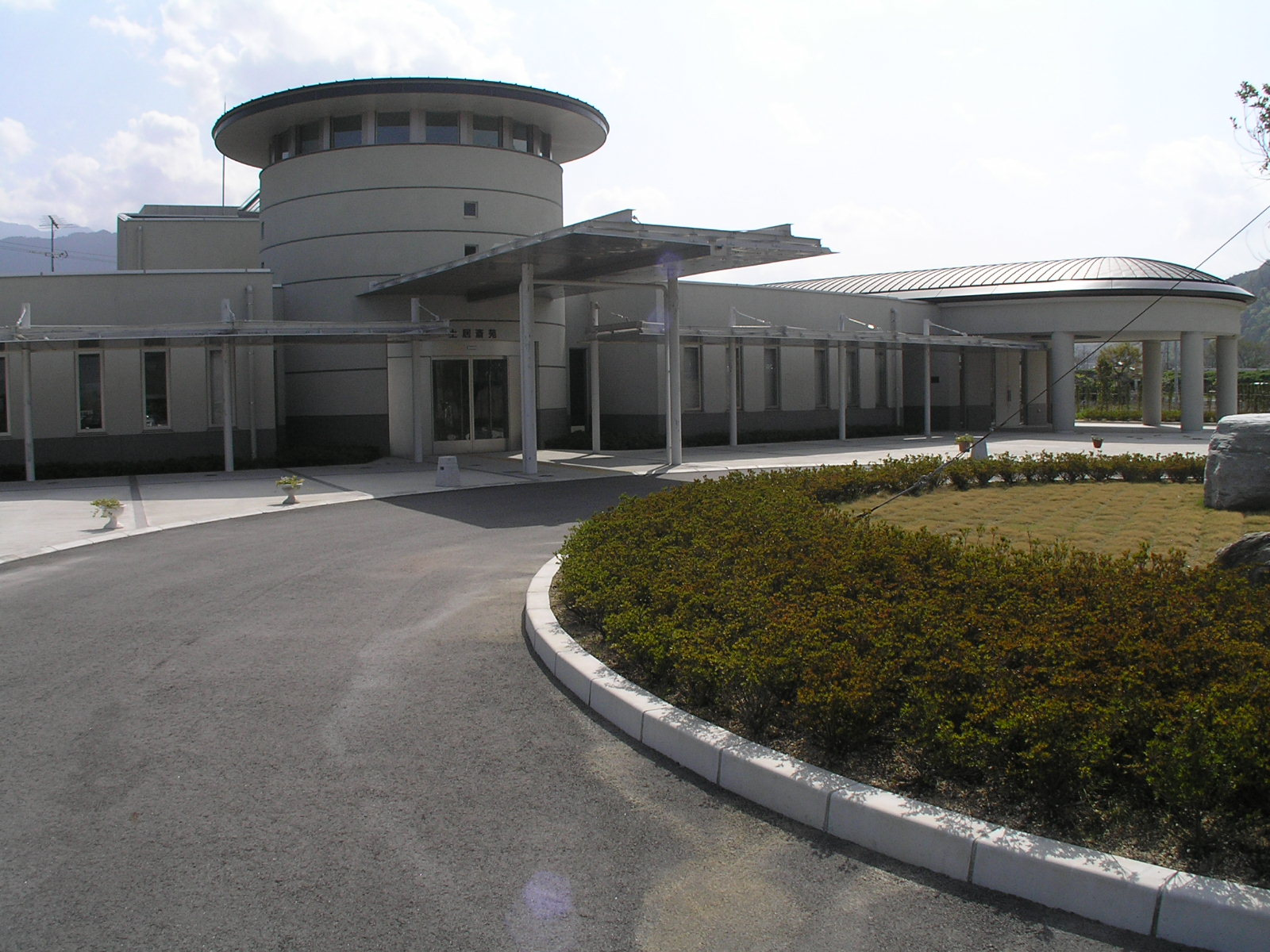
Doi-saien (Japan)

Inneneinrichtungen
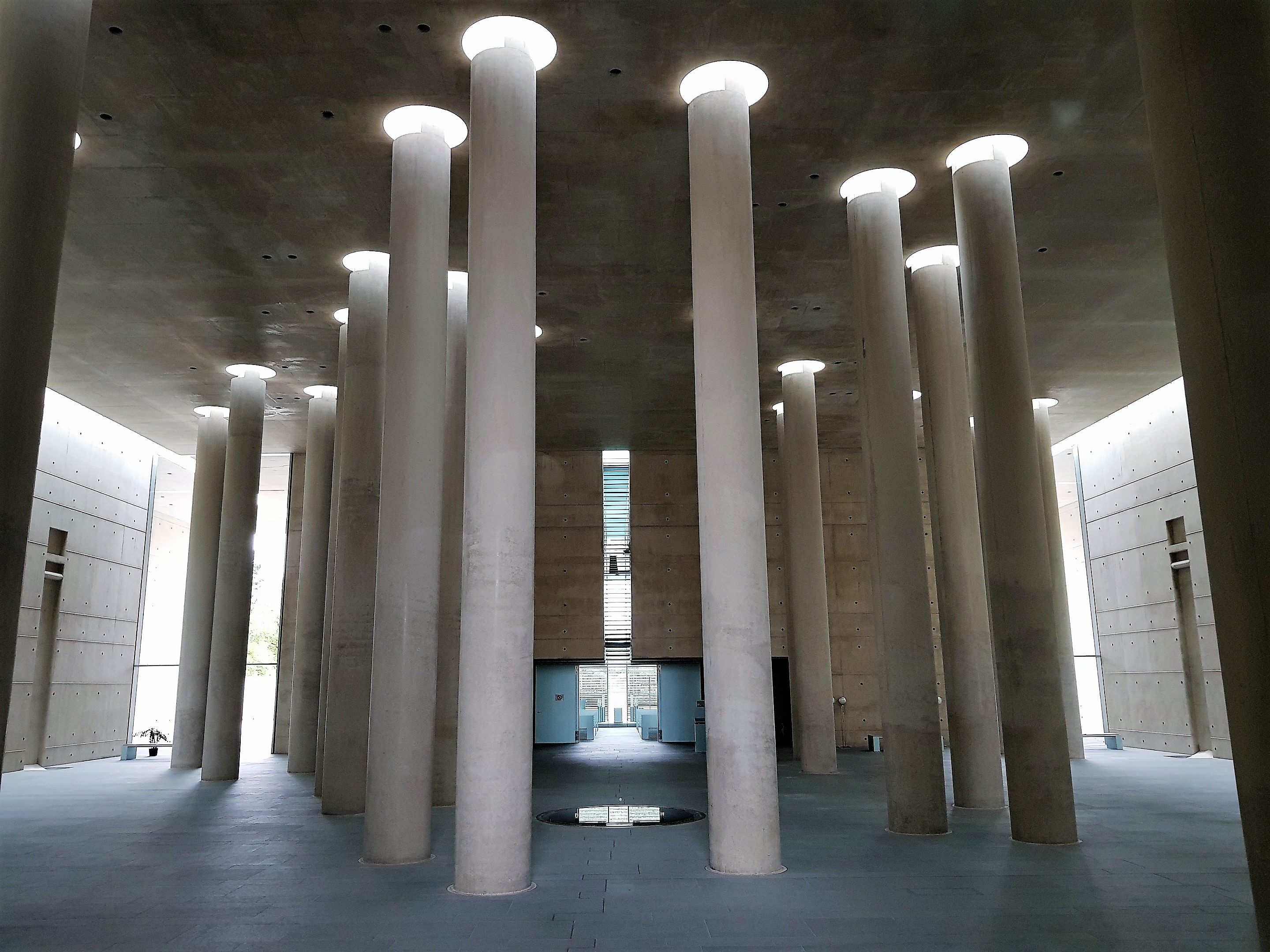
Vorhalle Berlin-Baumschulenweg
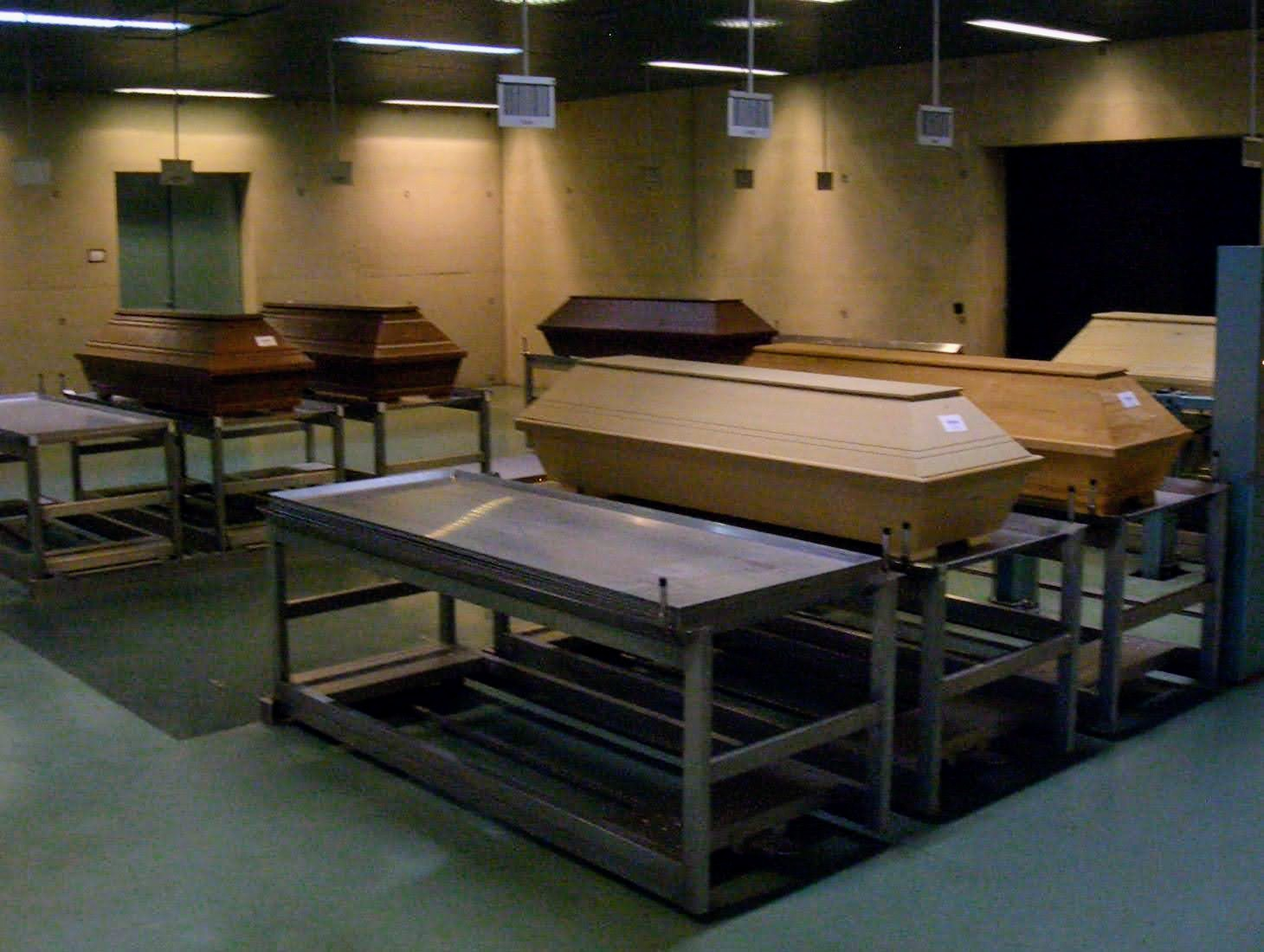
Aufstellung der Särge zur Einäscherung (Berlin-Baumschulenweg)
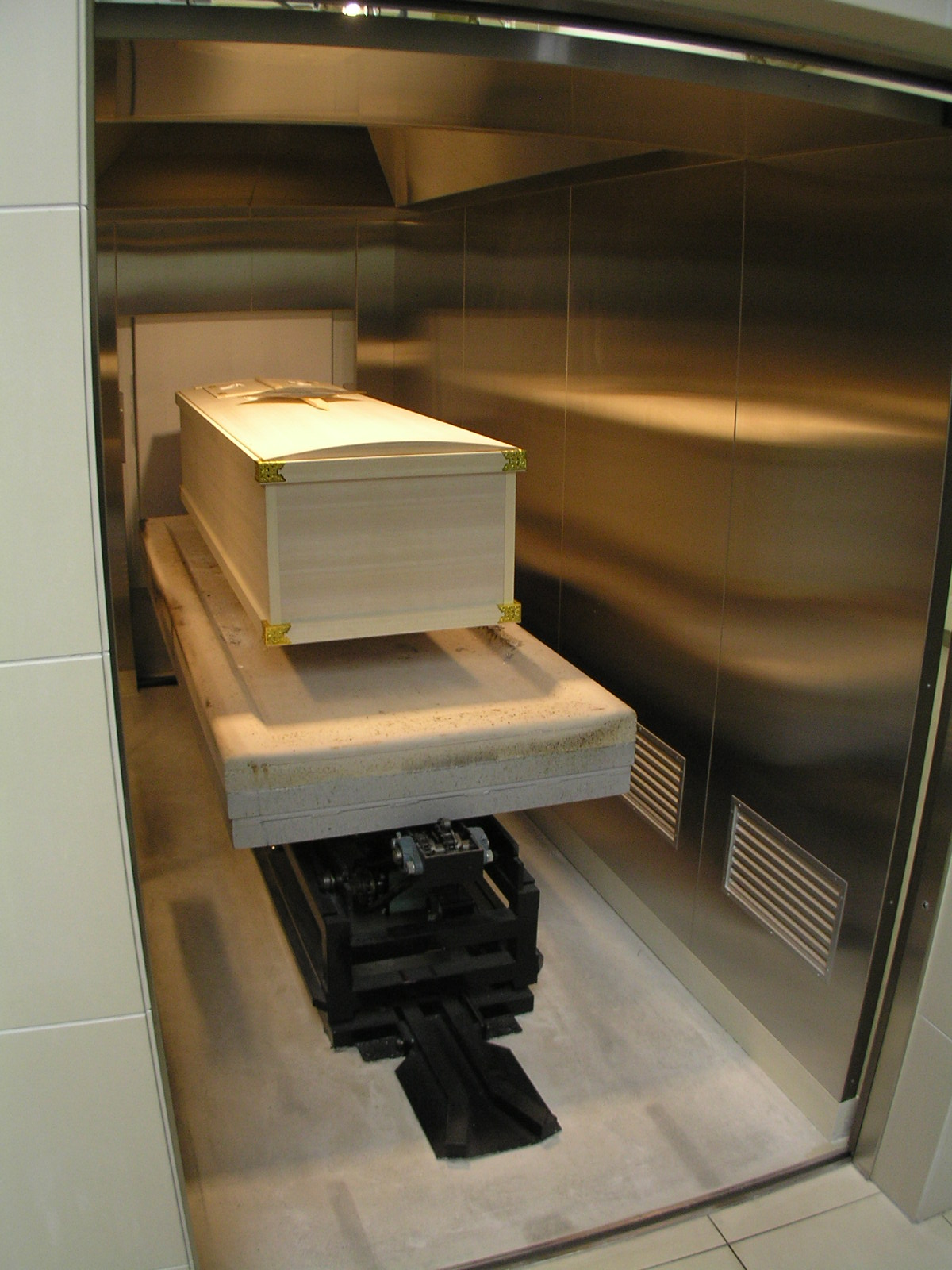
Sarg vor der Kremierung in Japan (Stadt Shikoku-tyuo)